# 周槃之战
周槃之战，隋文帝开皇二年（582年）十一月，在隋军抗击突厥汗国战争中，隋朝上大将军达奚长儒率军在周槃（今甘肃省庆阳市）地区，抗击沙钵略可汗军的作战。
582年五月，突厥汗国四十万大军分路攻隋，隋军于各地进行抵抗。十二月，沙钵略可汗率十余万骑兵再次攻隋，企图大掠秦陇（今陕西、甘肃部分地区），威胁关中。隋文帝命吏部尚书虞庆则为元帅，上大将军达奚长儒为行军总管，率军迎战。达奚长儒率所部騎兵二千人，与沙钵略军在周槃相遇，众寡悬殊，军中大惧。达奚长儒镇定自若，指挥部属奋勇抵御，多次被突厥冲击，散而复聚，且战且行，战斗三天，激战十四次，士卒兵器大都损坏，仍坚持苦斗，终于杀伤突厥兵万余人，给其猖狂气焰以有力打击。此战，虞庆则按兵不救，致使达奚长儒部孤军奋战，达奚长儒受伤五处，士卒死伤十分之八九。达奚长儒部的拼死抗战，终使突厥攻势受挫。